# Róbert Jež
Pour les articles homonymes, voir Jez.
Róbert Jež, né le 10 juillet 1981 à Nitra (alors ville de Tchécoslovaquie), est un footballeur international slovaque. Il occupe actuellement le poste de milieu de terrain au Spartak Trnava.

## Biographie

### Son parcours à Nitra puis en Tchéquie
Né à Nitra, Róbert Jež commence à jouer au football dans le club local, le FC Nitra. Il fait ses débuts en équipe première lors de la saison 1999-2000, mais à la suite de la relégation du club décide de rejoindre la Tchéquie et le Viktoria Plzeň. Il y passe cinq saisons, coupées par un prêt au Marila Příbram en 2004. 

### Devient l'homme de base du MŠK Žilina
En juillet 2005, il revient au pays et signe au MŠK Žilina, où il remporte par deux fois la Corgoň Liga, en 2007 et 2010. Avec le départ de Zdeno Štrba, il devient même le capitaine de l'équipe. Qualifié en Ligue des champions, Žilina accède pour la première fois de son histoire à la phase de groupes lors de la campagne 2010-2011. Róbert Jež, opposé à Chelsea, Marseille et Moscou joue tous les matches de la poule mais n'en gagne aucun.

### Part en Pologne
En février 2011, il rejoint l'Ekstraklasa polonaise et le Górnik Zabrze, club le plus titré du pays. Après quatorze matches et cinq buts, il signe un contrat portant sur trois ans au Polonia Varsovie, formation aux ambitions nettement plus élevées.

## Palmarès
- Champion de Slovaquie : 2007 et 2010
- Vainqueur de la Supercoupe de Slovaquie : 2007 et 2010